# رابین رگر
رابین رگر (انگلیسی: Robyn Regehr؛ زادهٔ ۱۹ آوریل ۱۹۸۰) بازیکن هاکی روی یخ اهل کانادا است.
وی همچنین برندهٔ جوایزی همچون جام استنلی شده‌است.
از باشگاه‌هایی که در آن بازی کرده‌است می‌توان به کلگری فلیمس اشاره کرد.